# Істлон-Гарденс (Пенсільванія)
Істлон-Гарденс (англ. Eastlawn Gardens) — переписна місцевість (CDP) в США, в окрузі Нортгемптон штату Пенсільванія. Населення — 3435 осіб (2020).

## Географія
Істлон-Гарденс розташований за координатами 40°44′57″ пн. ш. 75°17′25″ зх. д. / 40.74917° пн. ш. 75.29028° зх. д. (40.749157, -75.290361).  За даними Бюро перепису населення США в 2010 році переписна місцевість мала площу 4,28 км², з яких 4,23 км² — суходіл та 0,05 км² — водойми. В 2017 році площа становила 4,55 км², з яких 4,50 км² — суходіл та 0,05 км² — водойми.

## Демографія
Згідно з переписом 2010 року, у переписній місцевості мешкало 3307 осіб у 1188 домогосподарствах у складі 942 родин. Густота населення становила 773 особи/км².  Було 1226 помешкань (287/км²).
Расовий склад населення:
| - 95,0 % — білих - 1,5 % — азіатів - 1,1 % — чорних або афроамериканців - 0,1 % — корінних американців |

До двох чи більше рас належало 1,4 %. Частка іспаномовних становила 3,1 % від усіх жителів.
За віковим діапазоном населення розподілялося таким чином: 26,2 % — особи молодші 18 років, 61,0 % — особи у віці 18—64 років, 12,8 % — особи у віці 65 років та старші. Медіана віку мешканця становила 41,0 року. На 100 осіб жіночої статі у переписній місцевості припадало 93,6 чоловіків;  на 100 жінок у віці від 18 років та старших — 90,5 чоловіків також старших 18 років.
Середній дохід на одне домашнє господарство  становив 100 414 долари США (медіана — 94 271), а середній дохід на одну сім'ю — 116 895 доларів (медіана — 106 447). Медіана доходів становила 66 375 доларів для чоловіків та 46 714 долари для жінок. За межею бідності перебувало 2,4 % осіб, у тому числі 1,0 % дітей у віці до 18 років та 12,7 % осіб у віці 65 років та старших.
Цивільне працевлаштоване населення становило 1895 осіб. Основні галузі зайнятості: освіта, охорона здоров'я та соціальна допомога — 20,9 %, виробництво — 20,2 %, фінанси, страхування та нерухомість — 12,7 %, роздрібна торгівля — 12,2 %.